# 장오귀스트도미니크 앵그르
장오귀스트도미니크 앵그르(프랑스어: Jean-Auguste-Dominique Ingres, 1780년 8월 29일 ~ 1867년 1월 14일)는 19세기 프랑스 고전주의를 대표하는 화가이다. 앵그르는 역사화에서 니콜라 푸생과 자크 루이 다비드의 전통을 따랐으나, 말년의 초상화는 위대한 유산으로 인정받고 있다.
18년간 로마에서 옛 그림을 연구하였으며, 특히 라파엘로에 심취하였다. 그 후 귀국하여 고전파의 대가로서 환영을 받았으며 르누아르와 에드가 드가에게 영향을 끼쳤다.이 중시했던 앵그르는, 한창 떠오르던 외젠 들라크루아의 양식을 대표하는 낭만주의에 맞서 아카데미의 정통성을 전적으로 옹호했다. 그가 언급했던, 그의 모범상은 라파엘로가 영속적이고 의심할 여지가 없는 예술의 장엄한 영역을 정립한 때인 영광스러운 기억의 세기의 꽃을 피운 위대한 거장들이었다. 그는 '혁신가'가 아닌 좋은 예술체계의 '보존자'가 되려고 했다. 하지만, 현대에는 앵그르와 당시의 다른 고전주의자들이 당대의 낭만적 정신을 구체화했다고 보는 의견이 있다. 앵그르는 인상적인 공간과 형태의 왜곡으로 현대 예술의 주요한 선구자가 되었다.

## 작품

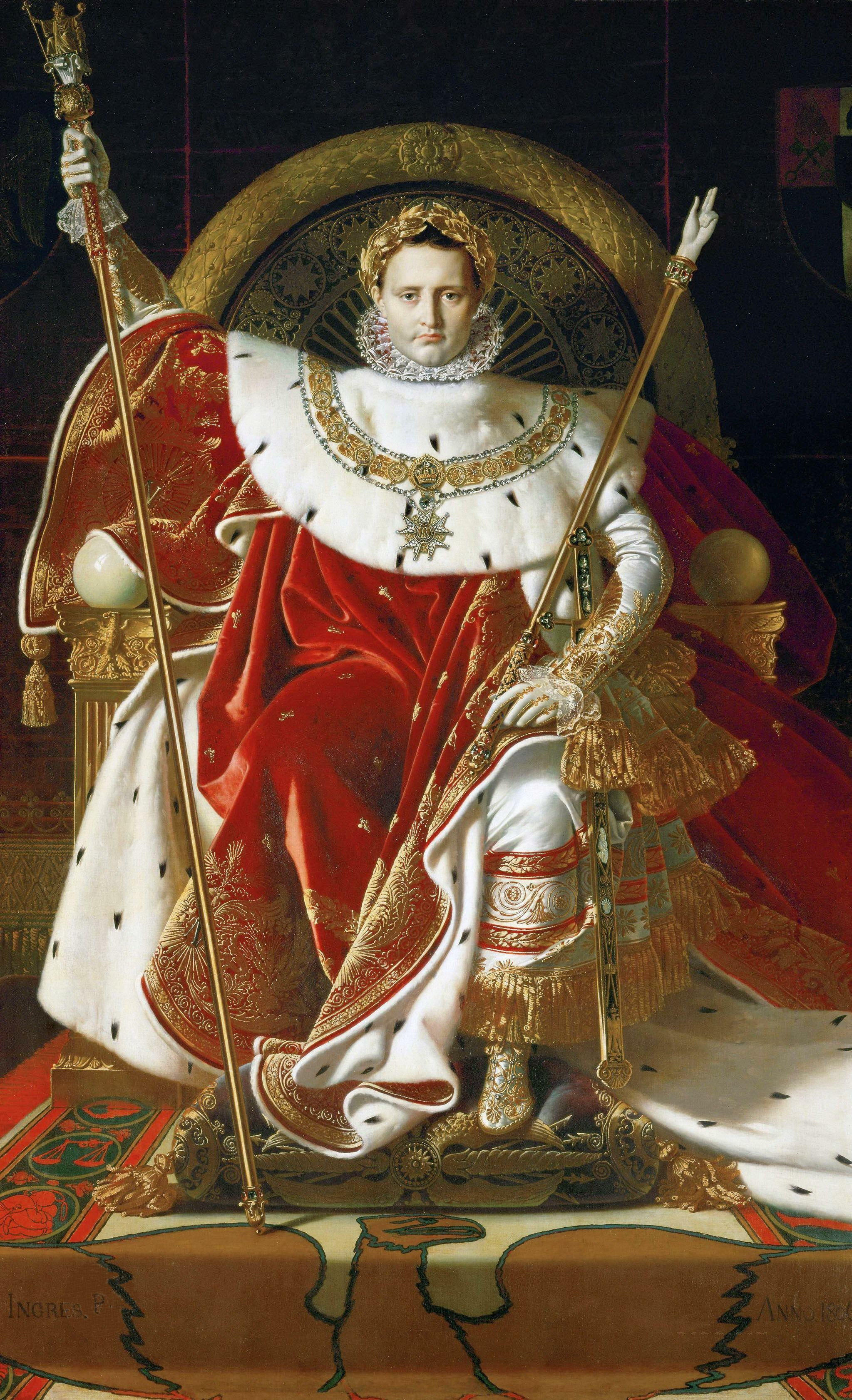
《옥좌에 앉은 나폴레옹 1세》
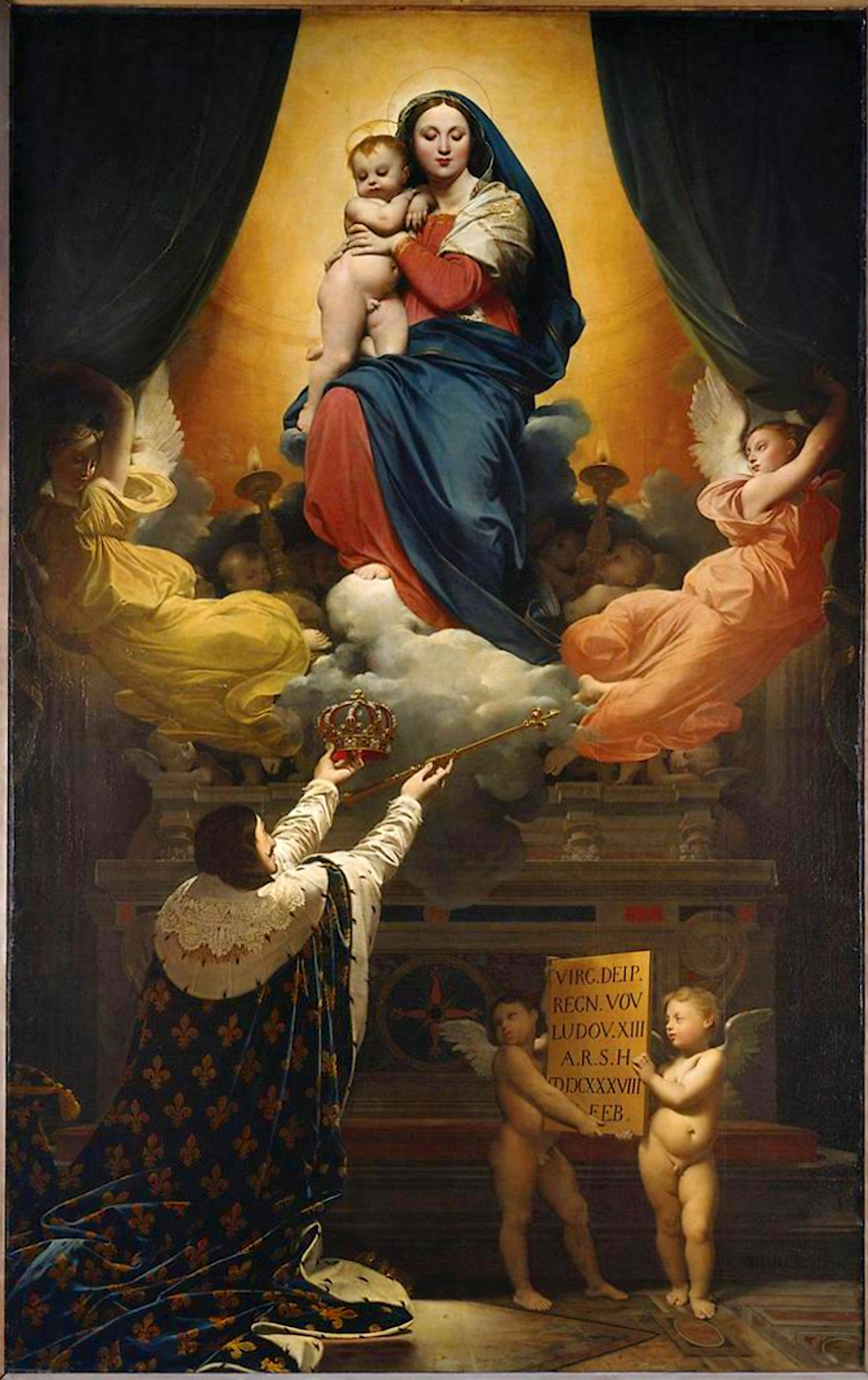
《루이 8세의 인사》
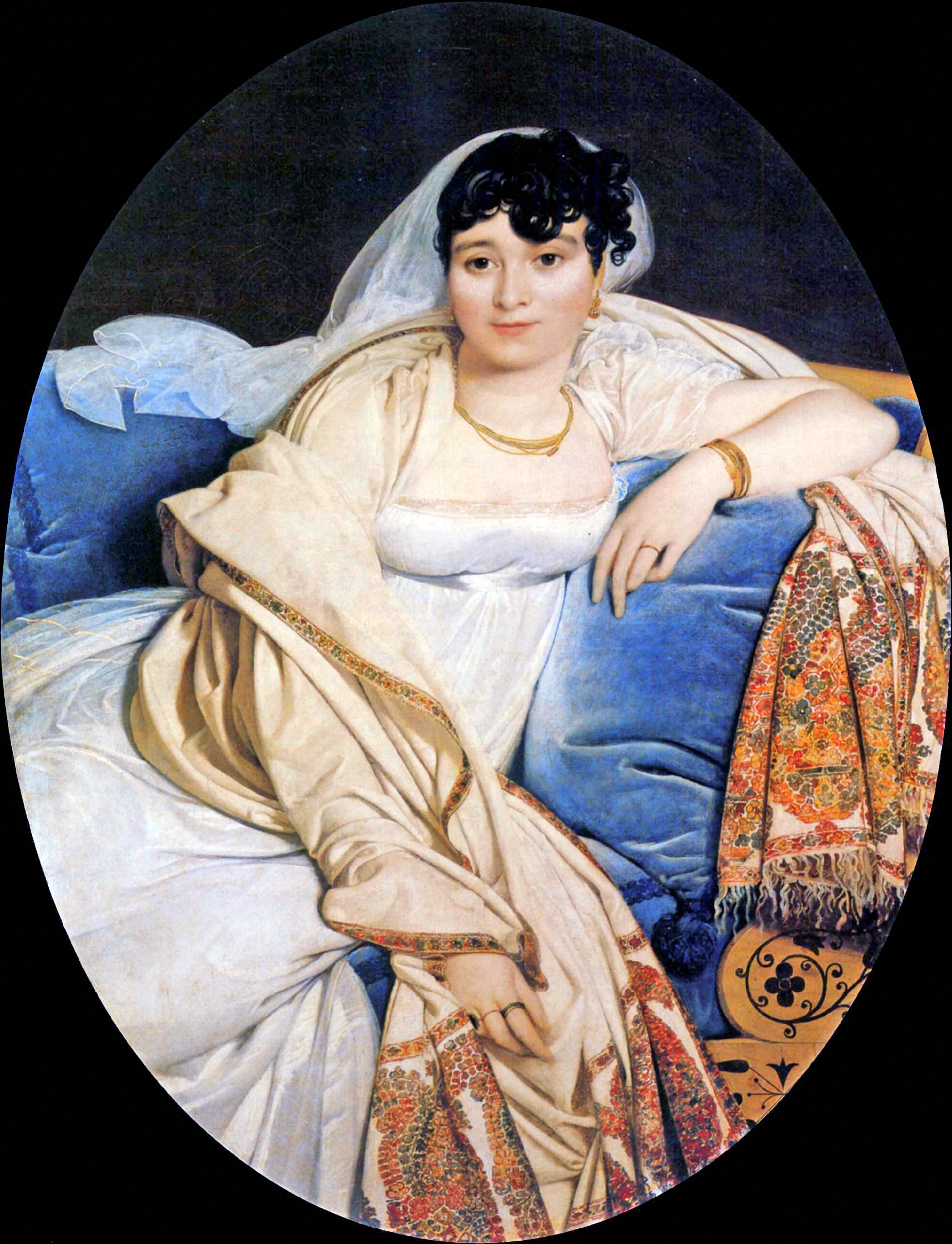
《리비에르 부인》
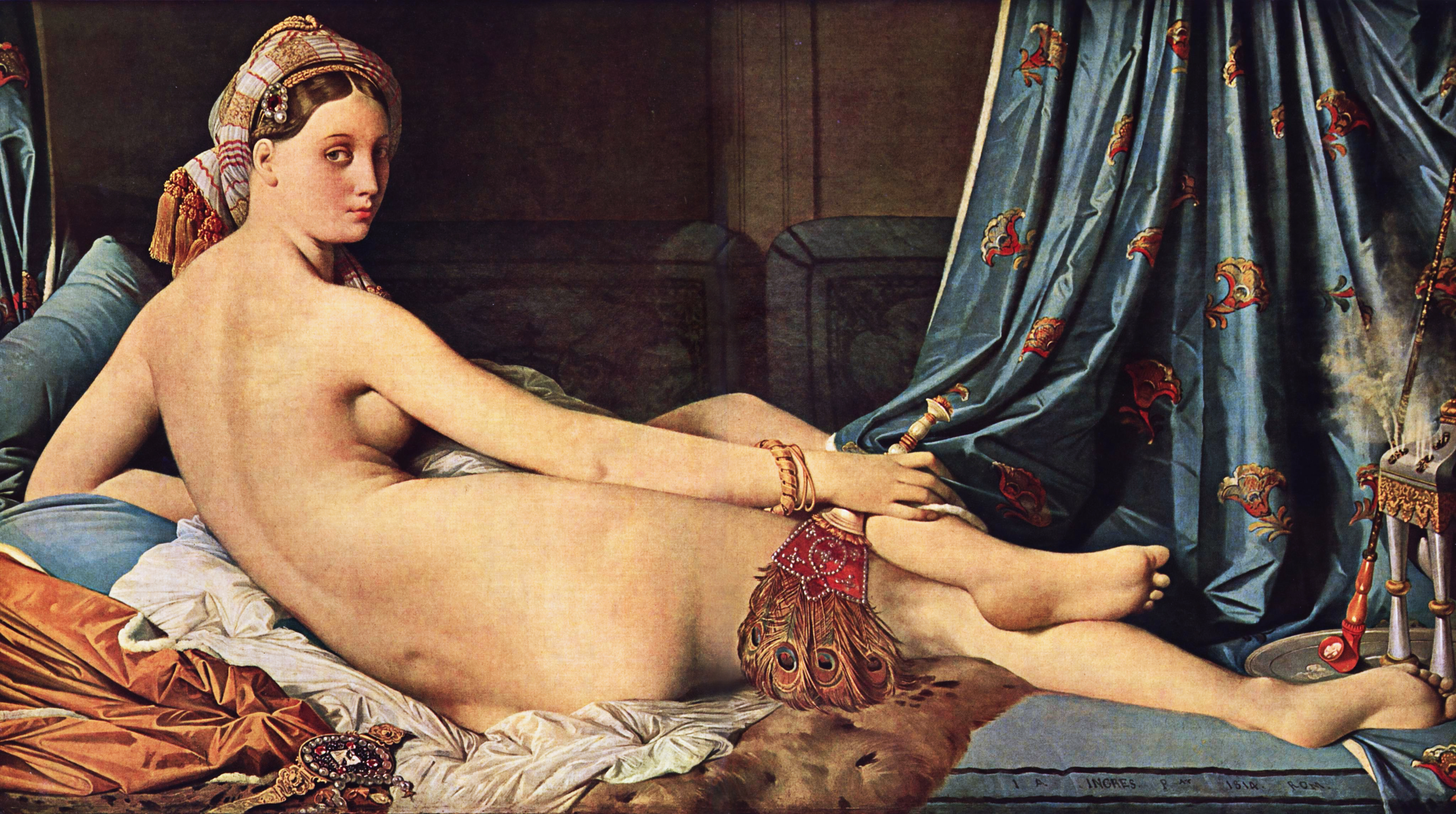
《그랑 오달리스크》
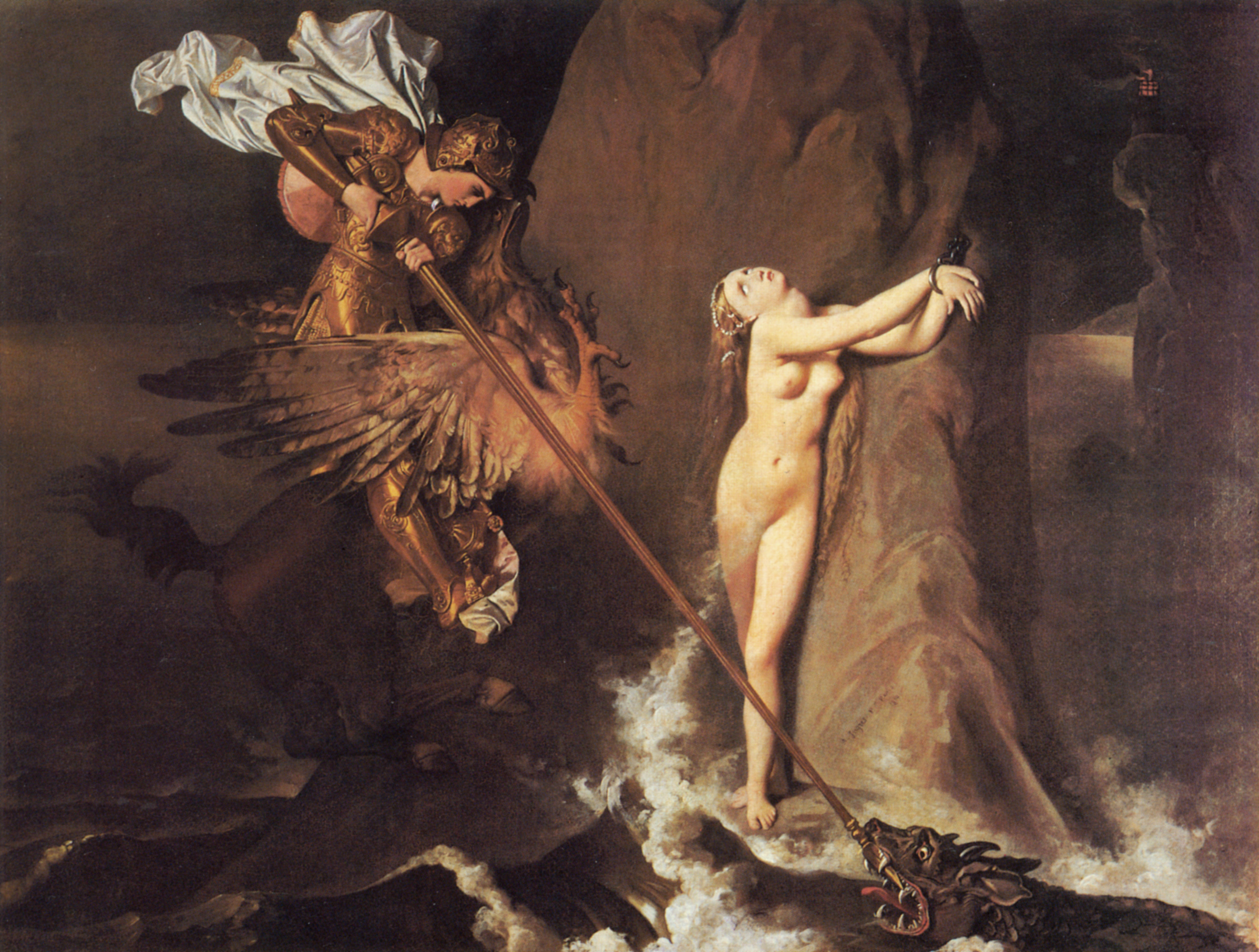
〈《안젤리카를 구하는 로제》, 1819년, 루브르 박물관
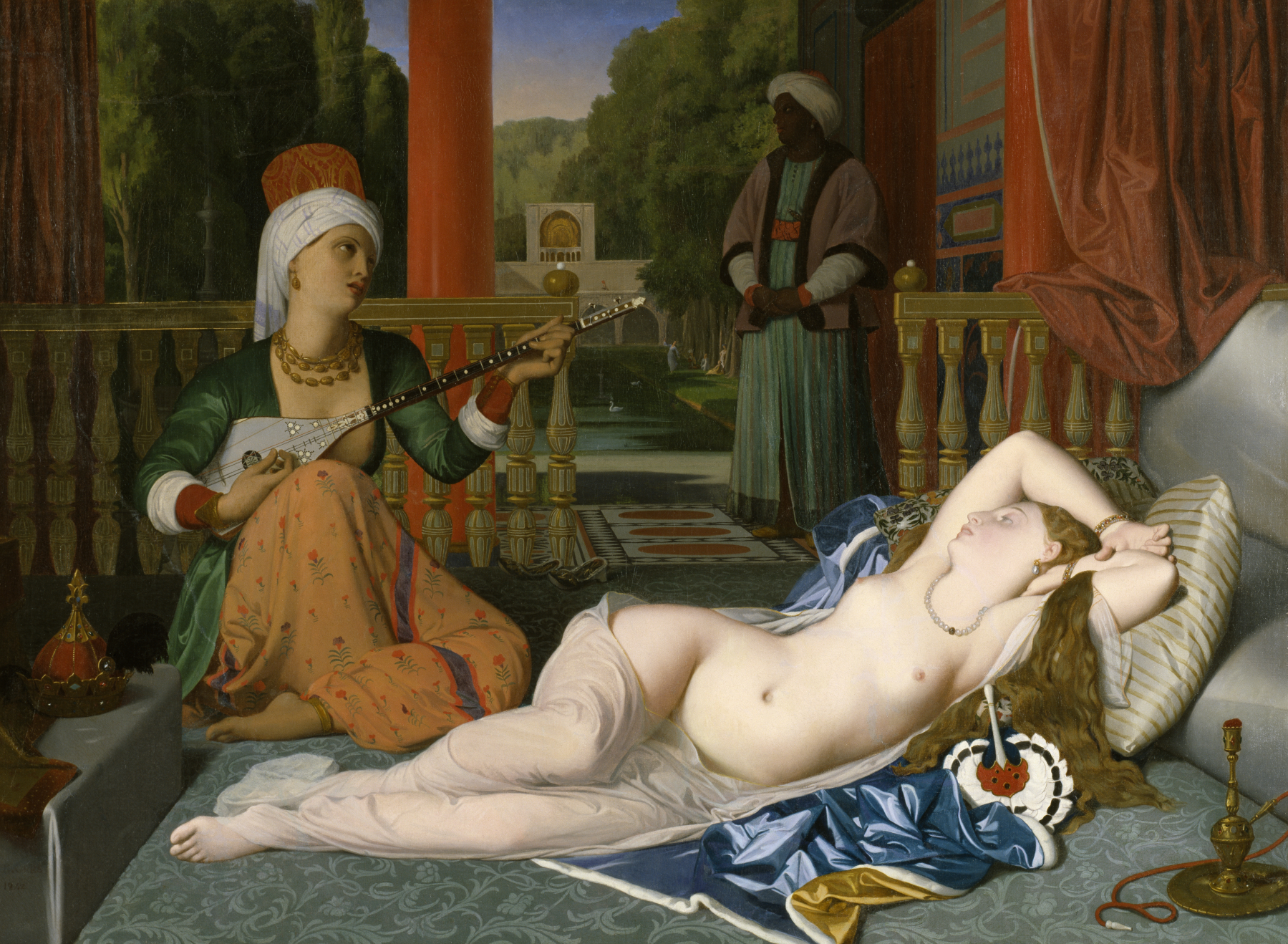
《오달리스크와 그 노예》
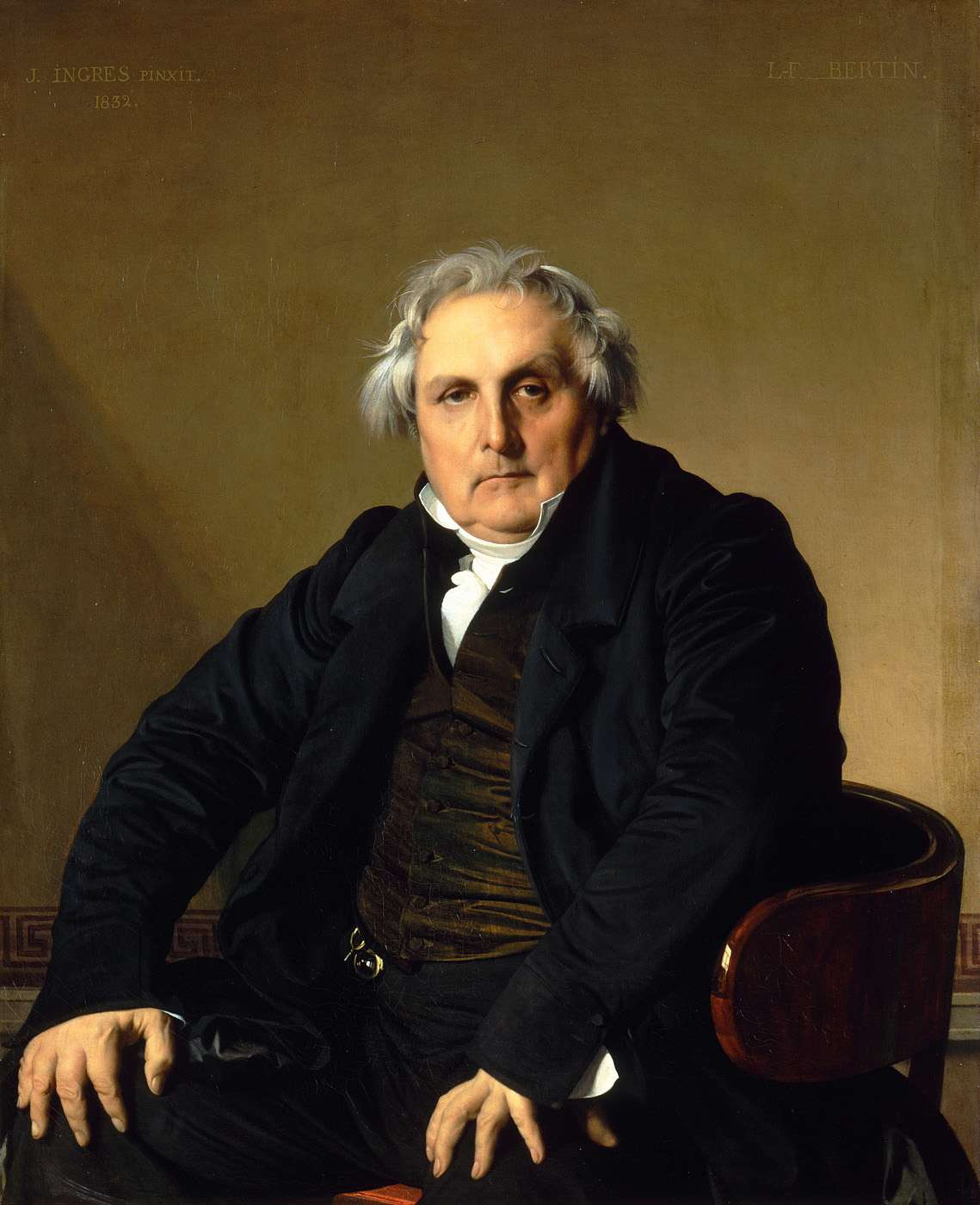
《베르탱씨의 초상》
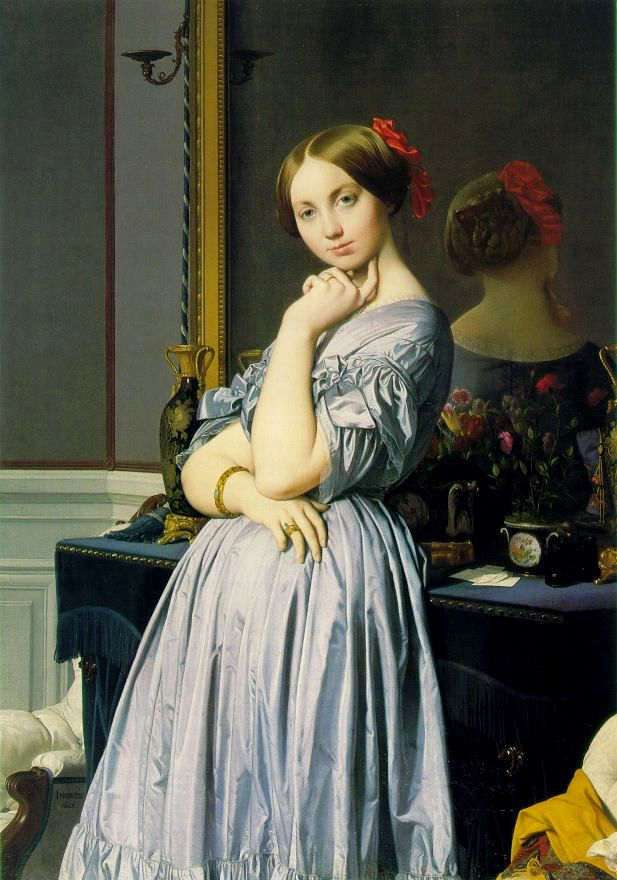
《오송빌 백작부인 루이즈 드 브로이》
《샤를 7세 대관식에 참석한 잔 다르크》, 1854년, 루브르 박물관
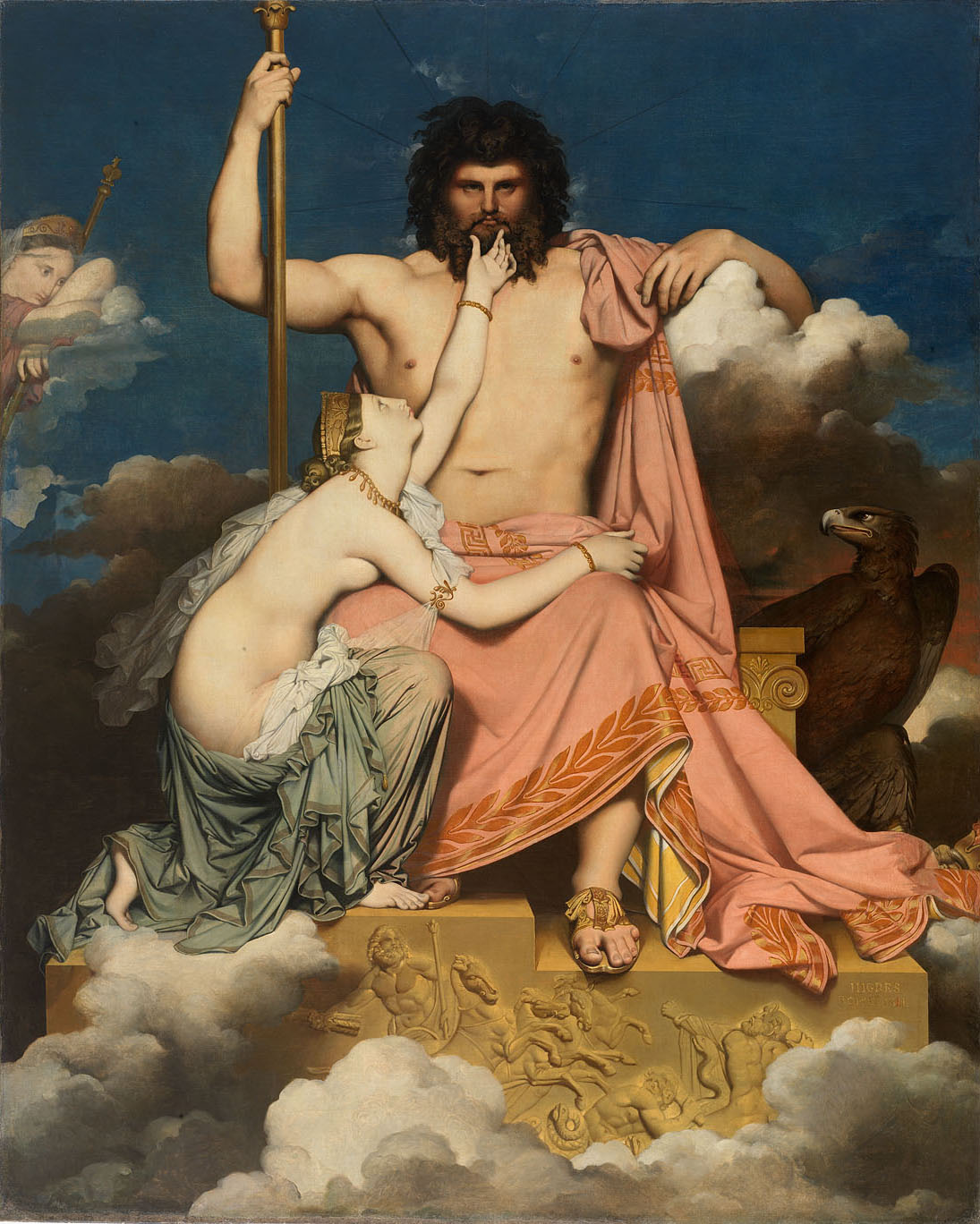
《유피테르와 테티스》
《터키 목욕탕》
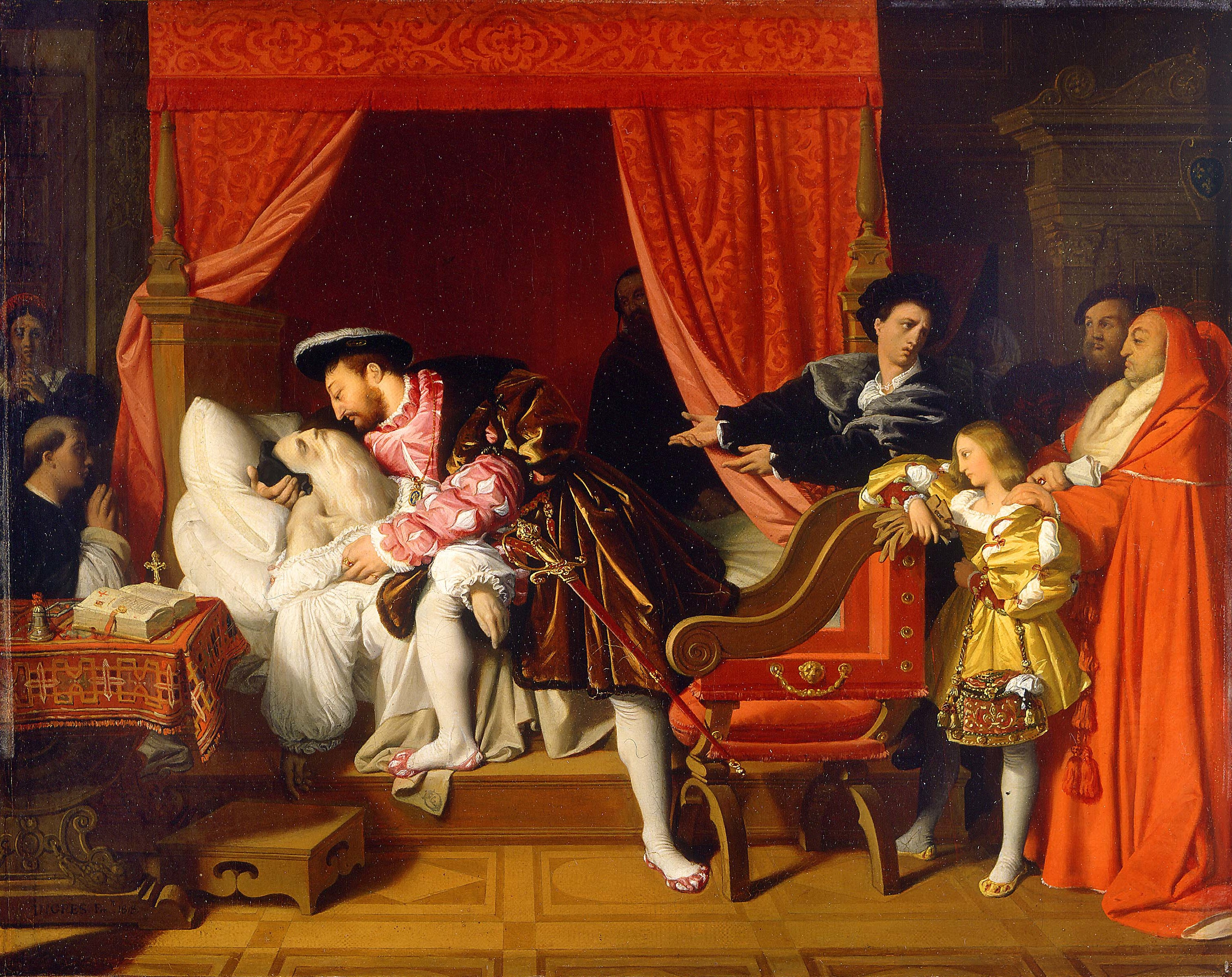
《레오나르도 다 빈치의 죽음》
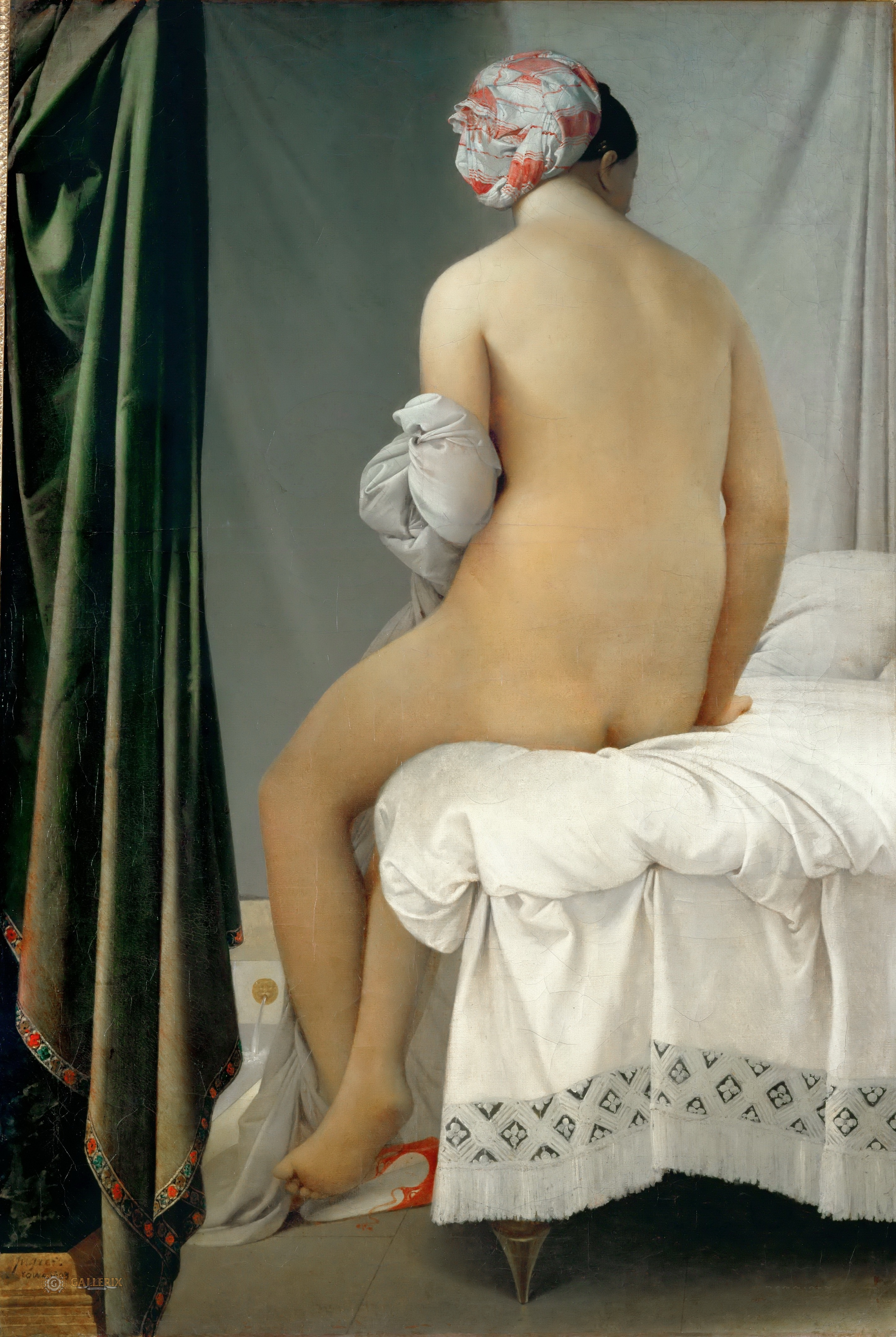
《발팽송의 목욕하는 여인》, 1808년, 루브르 박물관
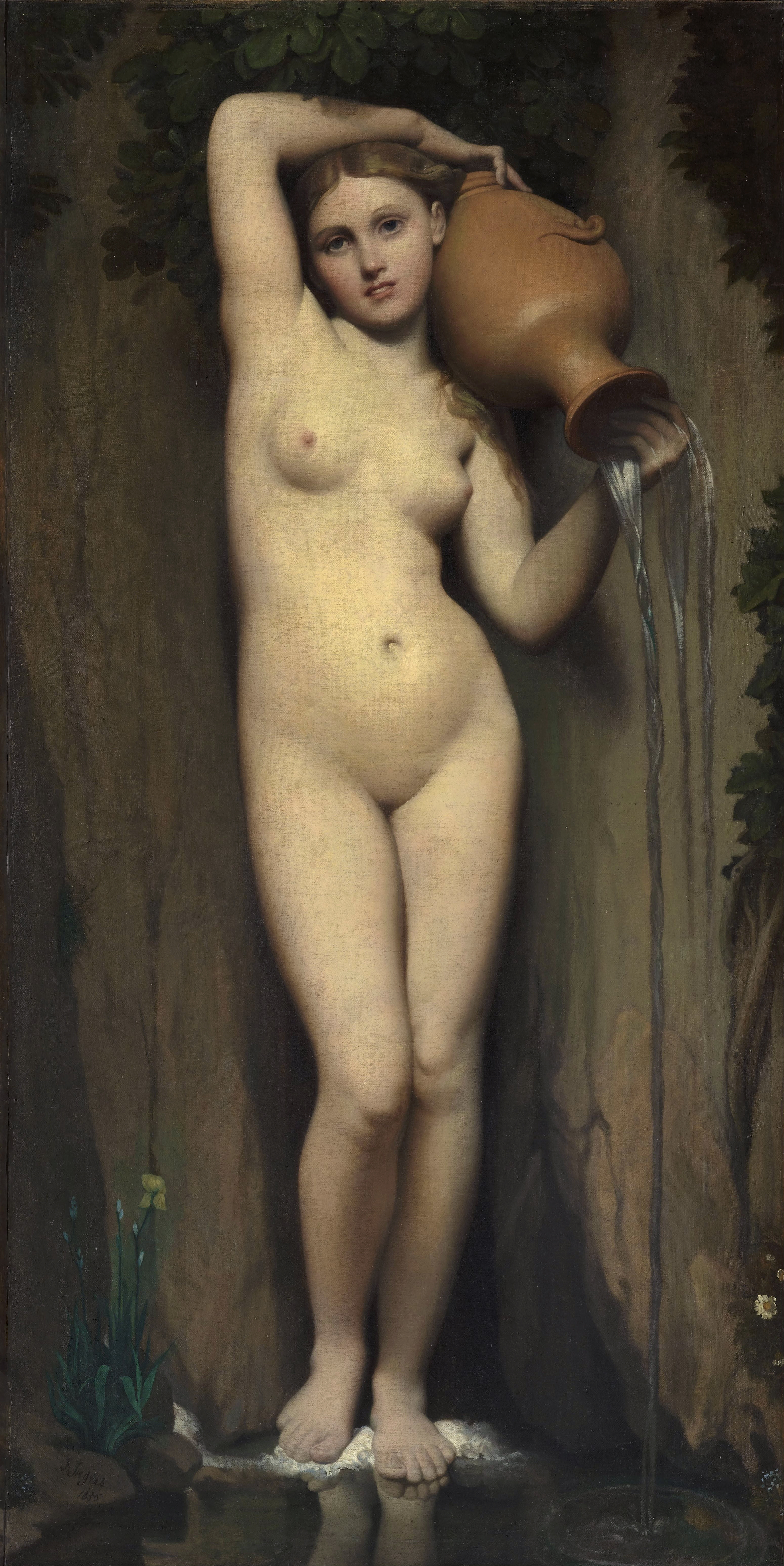
《샘》, 1856년, 오르세 미술관
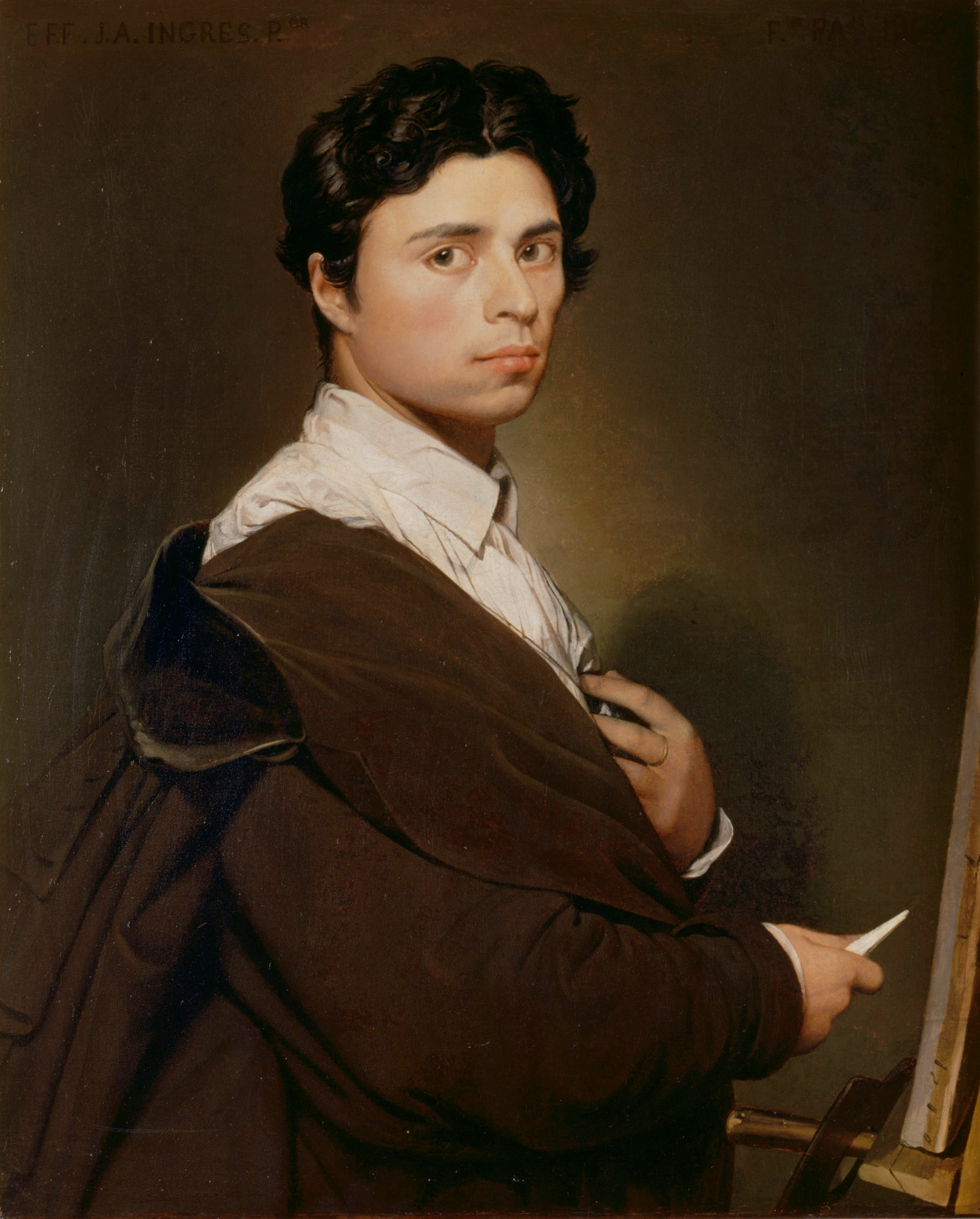
자화상, 1804년경